# Clorocromat de piridiniu
Clorocromatul de piridiniu (PCC, din engleză Pyridinium chlorochromate) este un compus chimic cu formula chimică [C5H5NH]+[CrO3Cl]−. Este o sare galben-portocalie utilizată ca reactiv în sinteza organică, în special pentru reacțiile de oxidare a alcoolilor primari la aldehide și a alcoolilor secundari la cetone.